# John Constable
John Constable (11. června 1776, East Bergholt – 31. března 1837, Londýn) byl anglický malíř období romantismu. Byl jedním z nejvýznamnějších anglických krajinářů a zakladatelem moderní realistické krajinomalby 19. století.

## Život
Byl synem mlynáře v  hrabství Suffolk. John se narodil jako čtvrté dítě Goldinga a Ann Constableových, novorozeně však bylo velmi slabé a těžce dýchalo, dokonce se vyskytly obavy, že nepřežije. Ty se ale nakonec nepotvrdily a John rychle vyrostl ve zdravé dítě. Ačkoli byl až druhým nejstarším synem, jeho starší bratr byl mentálně zaostalý, proto měl právě John v budoucnu převzít po otci obchod s moukou. V sedmi letech byl poslán na soukromou školu, již po půlroce se však vrátil ztýraný a nešťastný, rodiče ho tedy zapsali jako externistu na škole v East Bergholtu. John nakonec studoval až do svých sedmnácti let a když definitivně opustil školu, již několik let se věnoval malování. Často se procházel podél toku řeky Stour i po okolních vsích a vracel se s deskami plnými skic. O Johnův rozvoj se také velmi zasloužili jeho rodiče, kteří jeho talent horlivě podporovali. Právě díky nim se John v roce 1794 setkal se sirem Georgem Beaumontem - zkušeným znalcem, sběratelem a amatérským malířem. Mezi nimi poté vzniklo hluboké přátelství, Beaumont mladého malíře velmi podporoval v další tvorbě a jeho prostřednictvím se John setkal s díly Thomase Girtina i Clauda Lorraina, kteří nadále jeho tvorbu značně ovlivnili. Cestoval také s otcem do Londýna, kde se setkával s dalšími umělci a dostával od nich cenné rady. Malování však mu bylo jenom koníčkem, protože musel pomáhat otci s podnikáním.
V roce 1799 se John Constable konečně rozhodl pro studium umění v Londýně, kde byl také přijat jako stážista do Royal Academy. Na živobytí mu stále přispívali rodiče. Bydlel v třípokojovém bytě, rušný a barevný život velkoměsta však Constabla nepřitahoval. Neztratil zájem o anglický venkov, který mu poskytoval klid, samotu i předlohu pro svá díla. Rád a často cestoval, v roce 1806 se dostal až na severozápad Anglie (známá jezerní oblast), kde objevil úplně novou krajinu. Jeho technika začala být stále osobitější a začaly přicházet také první zakázky na portréty a části oltářů, ty mu však přinášely jen malý výdělek. Již pravidelně vystavoval v Salónu Královské Akademie (poprvé v roce 1802), jeho tvorba však byla kritiky i veřejností většinou přehlížena.

portrét Marie Bicknellové – 1816

V roce 1809 se John setkal se svou budoucí manželkou Marií Bicknellovou. Trvalo však 7 dlouhých let než došlo k uzavření manželského svazku, její rodiče byli již od začátku proti vztahu dcery s venkovským malířem a neváhali ji vydědit, když se milenci dál setkávali tajně. John však byl velice vytrvalý a nakonec se v roce 1816 tajně s Marií oženil. Mezitím oba jeho rodiče zemřeli a mlýny převzal Johnův mladší bratr Abram. John z nich dostával každoroční rentu 200 liber.

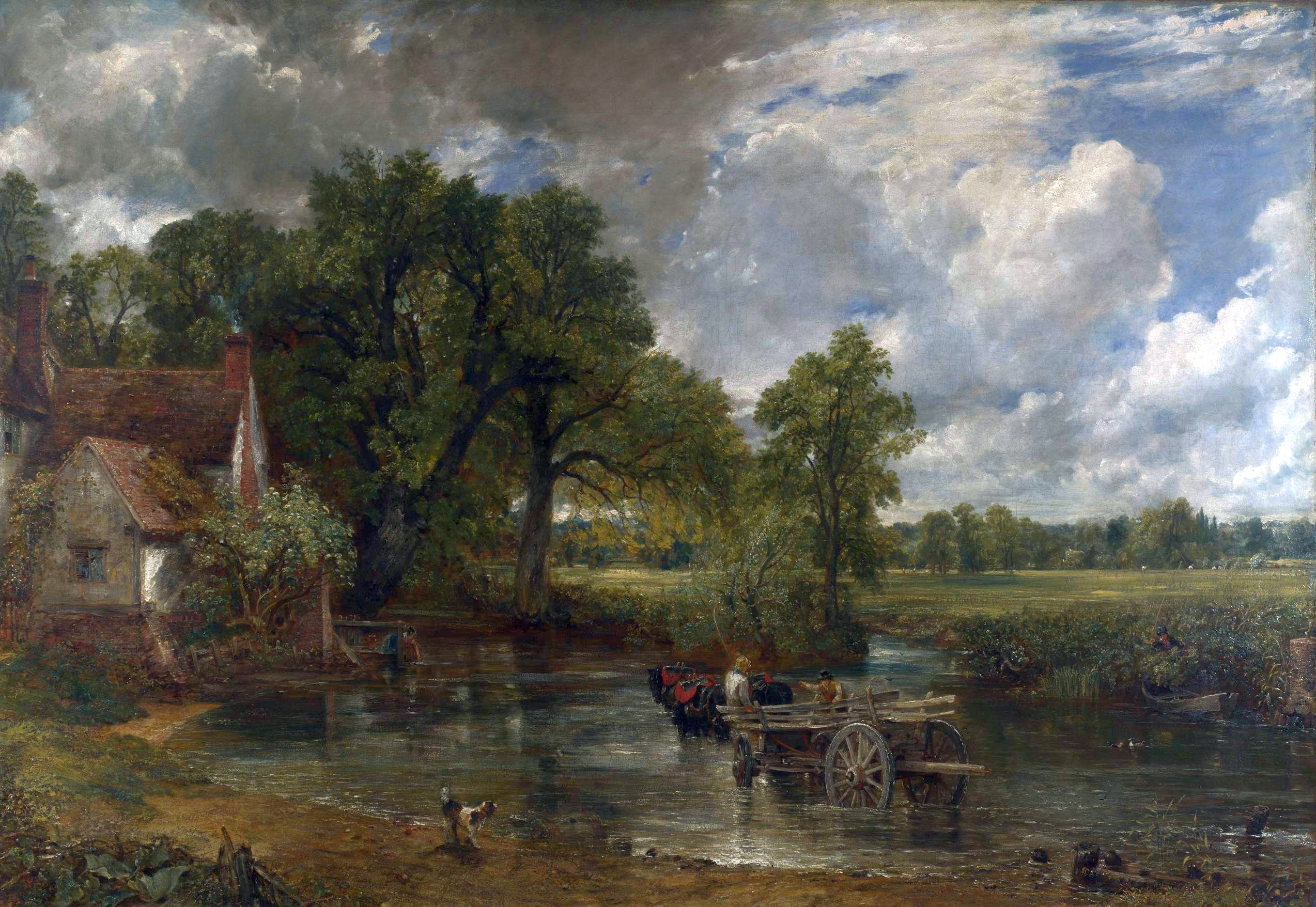
Vůz na seno, 1821

Hrad Hadleigh – 1829

Se svou ženou se v prosinci roku 1817 odstěhoval do Londýna a tam také přišlo na svět první z jejich sedmi dětí. Další pak následovaly téměř pravidelně rok po sobě, bylo však velice obtížné a vyčerpávající živit takto početnou rodinu. Krajinomalba nebyla v Anglii 19. století příliš uznávaným ani výdělečným povoláním, John i Marie pracovali velmi usilovně, čímž si oba také později zničili zdraví. Od roku 1824 jezdili pravidelně do Brightonu, aby načerpali síly na mořském vzduchu.
I přesto se však postupně dostavovaly první významnější úspěchy. V roce 1819 se John Constable stal mimořádným členem Royal Academy of Arts. O dva roky později namaloval své nejslavnější dílo „Vůz na seno“. Vystavoval jej v Londýně, sláva však přišla až v roce 1824, kdy tento obraz obdržel zlatou medaili na Salónu v Paříži. Tamní kritika byla plná uznání, v Anglii se však k jeho tvorbě stále stavěli jen rezervovaně. V roce 1828 zemřela jeho žena Marie na tuberkulózu oslabená posledním těhotenstvím. John byl touto událostí zlomen, což se také projevilo na jeho tvorbě. O rok později byl sice přijat za řádného člena Royal Academy of Arts, vystavoval však ponurý obraz „Hrad Hadleigh“, kterým vyjádřil smutek ze smrti své manželky. Svých sedm dětí svěřil do péče chůvě, ale sám se o ně staral také a velmi svědomitě. Už se znovu neoženil a nosil jen černé oblečení. V roce 1833 však onemocněl a byl už značně sužován stářím. Aby šetřil síly, maloval pouze méně náročné akvarely. Nakonec malíř v roce 1837 zemřel po záchvatu mrtvice.
Jeho obrazy byly za nevelký obnos prodány v aukci, jeho dílo dosáhlo ocenění až o mnoho let později.
Inspiraci z jeho díla čerpal anglický fotograf James Booker Blakemore Wellington.

## Dílo
Constable byl jeden z nejvýznamnějších anglických krajinářů. Zpočátku byl ovlivněn Gainsboroughem a holandskými mistry, brzy si však vytvořil vlastní styl. Inspiroval se přírodou rodného kraje kolem řeky Stour, kde v plenéru za různých povětrnostních podmínek dělal skici a menší studie. Lehával na zádech a celé hodiny kreslil oblaky.  Systematicky se věnoval studiu oblohy a mraků, přesně zaznamenával roční období, směr vanutí větru. Chtěl zachytit bezprostřední náladu, celkový dojem a atmosféru a světlo. V ateliéru své studie používal jako podklady pro malbu na velká plátna. Za svůj život dokončil asi dvě stě obrazů. 
Jeho technika s charakteristickou strukturou teček a skvrn, světlá paleta zpočátku nebyla v Anglii přijímána s pochopením. Jeho obrazy byly pokládány za nedokončené. Větší ohlas měla Constablova tvorba ve Francii, kde se stala inspirací pro barbizonskou školu, impresionisty a pointilisty. 
V pozdním období kladl zvýšený důraz na symbolický význam krajiny a pocity, které v divákovi vyvolává. Svědčí o tom obrazy, na nichž zachytil židovský hřbitov, Stonehenge nebo hrad Hadleigh. 
Kromě krajiny v Suffolku (často nazývané Constablova země), byly jeho oblíbenými náměty zákoutí přírodního parku Hamsptead Heath v Londýně nebo katedrála v Salisbury.